# Aldina
Aldina je rod drveća iz porodice mahunarki raširen po tropskoj Južnoj Americi (Kolumbija, Venezuela, Brazil).
Rod je opisan 1840.; tipična vrsta je Allania insignis Benth. (Aldina insignis).

## Vrste
1. Aldina amazonica M.Yu.Gontsch. & Yakovlev
2. Aldina aquae-negrae M.Yu.Gontsch. & Yakovlev
3. Aldina aurea Cowan
4. Aldina barnebyana M.Yu.Gontsch. & Yakovlev
5. Aldina berryi Cowan & Steyerm.
6. Aldina diplogyne Stergios & Aymard
7. Aldina discolor Spruce ex Benth.
8. Aldina elliptica Cowan
9. Aldina heterophylla Benth.
10. Aldina insignis (Benth.) Endl. ex Walp.
11. Aldina kunhardtiana Cowan
12. Aldina latifolia Benth.
13. Aldina macrophylla Spruce ex Benth.
14. Aldina microphylla M.Yu.Gontsch. & Yakovlev
15. Aldina occidentalis Ducke
16. Aldina paulberryi Aymard
17. Aldina petiolulata Cowan
18. Aldina polyphylla Ducke
19. Aldina reticulata Cowan
20. Aldina rionegrae M.Yu.Gontsch. & Yakovlev
21. Aldina speciosa M.Yu.Gontsch. & Yakovlev
22. Aldina stergiosii M.Yu.Gontsch. & Yakovlev